# 医食同源
医食同源（いしょくどうげん）とは、日頃から、バランスの取れた美味しい食事を摂ることで、病気の予防や治療につなげるという考え方である。

## 名称と歴史
「医食同源」という言葉は中国の「食薬同源」の思想が1973年で日本に伝われた時、日本人が作った造語である。「医食同源」は2000年代から発想の元になった中国へ逆輸入されている。
初出は1972年、NHKの料理番組『きょうの料理』の特集「40歳からの食事」において、臨床医・新居裕久が発表したもの（NHK「きょうの料理」同年9月号）。これは健康長寿と食事についてのもので、中国に古くからある薬膳の「食薬同源」を紹介するとき、薬では化学薬品と誤解されるので、「薬」の漢字を「医」に代え、拡大解釈したものであると新居裕久は述懐している。
また、同年の1972年12月に『医食同源 中国三千年の健康秘法』（藤井建著）が出版されているが、これは前出の「医食同源」の語彙を転用したものである。その他の使用例では、朝日新聞の記事見出データベースの初出は1991年3月13日であった。また『広辞苑』では第三版には無く、1991年の第四版から収載されていた。
以上のことから考えると、この「医食同源」という言葉は1990年前後にはすでに一般で使われており、その思想も健康ブームなどにより、広く受け入れられてきたものと考えられる。

## 文化
関連する言葉・文化
- 汝の食事を薬とせよ、汝の薬は食事とせよ。食べ物で治せない病気は、医者でも治せない - ギリシャの医師ヒポクラテス
- 古代ギリシアの医者カリュストスのディオクレス（ドイツ語版）は、夏には食事を温めたり乾燥させるのを止め、冬には冷やしたり湿らせてはいけないと述べている[4]
- 中国最古の医学書『黄帝内経』には、「どんな病気を治療するにせよ、必ず日常の食事についての問診が必要である」「空腹を満たすときには食といい、病を治すときは薬という」という記述がある[5]。
- 中国周の時代の諸制度を記した『周礼』には皇帝に健康を考えた食事を作る食医という制度があった[5]。元朝には、飲膳太医（中国語版）という役職が置かれ、その一人忽思慧（中国語版）が『飲膳正要』を作った。

## 関連書籍
- 森昌夫『医食同源のペプチド―やさしい病態栄養の知識』TEN BOOKS、1989年、ISBN 4876660123